# Can Ventura
Can Ventura és una obra de Llívia (Baixa Cerdanya) inclosa a l'Inventari del Patrimoni Arquitectònic de Catalunya.

## Descripció
Edifici de planta baixa i tres pisos. La balconada està recolzada sobre dos pilars de pedra, que en el primer i segon nivell, es continuen amb unes columnes de ferro per a aguantar la balconada de fusta. A la planta baixa i a la primera i segona planta hi ha tres obertures verticals amb llindars i brancals de pedra amb arcs escarsers. A la tercera planta les obertures són senzilles. La balconada és correguda de ferro. La coberta és inclinada a una vessant. Els baixos estan adaptats pel seu ús comercial.